# Oláhtótfalu
Oláhtótfalu (románul Sârbi (Fărcașa)) település Romániában, Máramaros megyében.

## Fekvése
Máramaros megyében, Farkasaszótól északra, a Szamos folyó bal partján fekvő település.

## Története
Oláhtótfalu nevét a korabeli oklevelek 1410-ben említik először, Tothfalu néven, 1475-ben pedig Totfalw-nak írták.
1410-ben Balk vajda fia: Sandrin és Kővári Drág vajda fiai Imre és Sandrin emeltek panaszt Kusalyi Jakcs fia Györgynek három fia ellen, mert Tótfalu nevű birtokukat felégették és egy jobbágyukat ártatlanul felakasztottak.
1424-ben Bélteki Balk fia: Sandrinnak fiai János és László, valamint Balk testvérének Drágnak fiai György és Sandrin e birtokukat is megosztották egymás közt.
A település az erdőszádai uradalomhoz tartozott, s a környező községekkel együtt annak sorsában osztozott.
1711-ben a települést gróf Károlyi Sándor kapta meg.
A 20. század elején még mindig a Károlyi családé volt a határ nagyobbik része.
A trianoni békeszerződés előtt a település Szatmár vármegyéhez tartozott.

## Nevezetességek
- Görögkatolikus templom.